# Trechus torretassoi
Trechus torretassoi ist eine Art der Laufkäfer, sie ist ein Endemit der Insel São Miguel, Inselgruppe der Azoren, politisch zu Portugal gehörend. Die seltene Art wurde trotz Nachsuche nach 1985 nicht mehr aufgefunden und gilt daher als wahrscheinlich ausgestorben.

## Beschreibung
Trechus torretassoi erreicht eine Körperlänge von 3 bis 3,2 Millimeter. Er ist pechbraun gefärbt, der vordere Teil des Kopfes, der Rand des Pronotums und die Elytren sind rötlich, die Antennen bräunlich, die Beine etwas verdunkelt. Er ist unbehaart kahl und stark glänzend, die Oberfläche schwach genetzt. Der Kopf ist recht klein und oval, die Komplexaugen kaum länger als die Schläfen, wenig aus der Kopfkontur herausragend. Die fadenförmigen Antennen erreichen zurückgelegt das basale Viertel der Elytren, die mittleren Glieder sind etwa doppelt so lang wie breit. Das Pronotum ist klein, etwas quer, mit leicht verengter Basis, sein Seitenrand vor der Basis erkennbar, aber nur schwach eingebuchtet. Die Oberseite (Scheibe) ist stark gewölbt, mit sehr schmaler abgesetzter Seitenkehle und kaum erkennbaren Basalgrübchen. Die Elytren sind in Aufsicht eiförmig, die Schultern verrundet, Hinterflügel fehlen (flügellos). An ihrer Spitze ist der Nahtwinkel deutlich abgerundet. Ihre Oberfläche trägt Längsstreifen, deren äußere kaum erkennbar sind, der fünfte Streifen ist hinten in den für die Gattung typischen hakenförmigen Winkel ausgezogen. Die Beine sind verhältnismäßig kurz, mit verdickten Schenkeln und oberseits nicht längsgerillten Schienen. Beim Männchen sind die ersten beiden Glieder der Vordertarsen erweitert und gezähnt.

## Verbreitung
Alle Funde der Art stammen von der Azoreninsel São Miguel. Funde gibt es vom Ufer des Sees im Krater Sete Cidades und vom Ufer des Furnas-Sees, ebenfalls ein Kratersee. Es gibt nur wenige publizierte Funde. 1935 wurden zwei Exemplare von dem Koleopterologen Artur Schatzmayr an der Lagoa das Sete Cidades gesammelt. Der schwedische Forscher Gösta Gillerfors fand 1985 ebenfalls zwei Exemplare beim Sieben von Pflanzendetritus vom Ufer des Furnas-Sees. Seither sind alle Versuche, weitere Exemplare aufzufinden, fehlgeschlagen, darunter auch extensive Erkundungen im Rahmen des Projekts Biodiversity of Arthropods from the Laurissilva of Azores (BALA, Leitung Paulo A. V. Borges). Da die Seeufer im Rahmen der touristischen Erschließung stark verändert worden sind und damit auch der ursprüngliche Habitat verschlechtert, wurde Trechus torretassoi für ausgestorben erklärt. In der Rote Listen gefährdeter Arten der IUCN wurde sie aufgrund des noch nicht lange zurückliegenden letzten Fundes bisher nur als critically endangered, possibly extinct (vom Aussterben bedroht, möglicherweise ausgestorben) gelistet.

## Taxonomie und Systematik
Die Art wurde 1937 durch René Jeannel, anhand der Funde von Schatzmayr, als Trechus Torre-Tassoi erstbeschrieben. Benannt ist sie zu Ehren von Alexander della Torre e Tasso (deutsche Namensform Alexander von Thurn und Taxis, nach der Übersiedlung auf Schloss Duino), dem Finanzier von Schatzmayrs Expedition. Die Art gehört innerhalb der Gattung Trechus in die tingitanus-Artengruppe, die vor allem auf der Insel Madeira verbreitet ist. Im Gegensatz zu den Kanarischen Inseln und der Madeira-Gruppe ist Trechus auf den Azoren artenarm vertreten, es sind heute insgesamt sieben Arten bekannt, die meisten anderen sind troglophil, spezialisiert in Höhlen lebend.